# Zeebeurs van Perpignan
De Zeebeurs van Perpinyà of Perpignan (Catalaans: Llonja de Perpinyà , Frans: Loge de Perpignan en Spaans: Lonja de Perpiñán) is een van de 14e-eeuwse zeebeurzen, die vooral voorkomen in het historische gebied van de Kroon van Aragon. 
De Zeebeurs van Perpinyà is deels gebaseerd op de Zeebeurs van Palma. Samen met Palma vormde Perpinyà tussen 1276 en 1344 de hoofdstad van het later, in de eerder genoemde Kroon van Aragon op zijn gegane Koninkrijk Majorca. Met het Catalaans-gotische gebouw werd begonnen in 1397 onder het bewind van Koning Martinus I van Aragón. Het gebouw werd voltooid in de 16e eeuw, rond 1540 , tijdens het bewind van Koning Karel I van Spanje, in zijn hoedanigheid als Koning van Aragon of Graaf van Barcelona.

## Geschiedenis
Op 22 oktober 1388, ging een koninklijk decreet uit van Johan I van Aragón om Zeeconsulaten te creëren op het grondgebied van het toenmalige Koninkrijk Aragon en de daarmee in personele unie verbonden Kronen. Deze consulaten zouden later uitgroeien tot zeebeurzen. In deze beurzen bevonden zich dus meerdere zaken, die met koopvaardij en handel te maken hadden. De sierlijke Balustrade bovenop werd pas voltooid in 1439.